# Pacto de las Cuatro Potencias

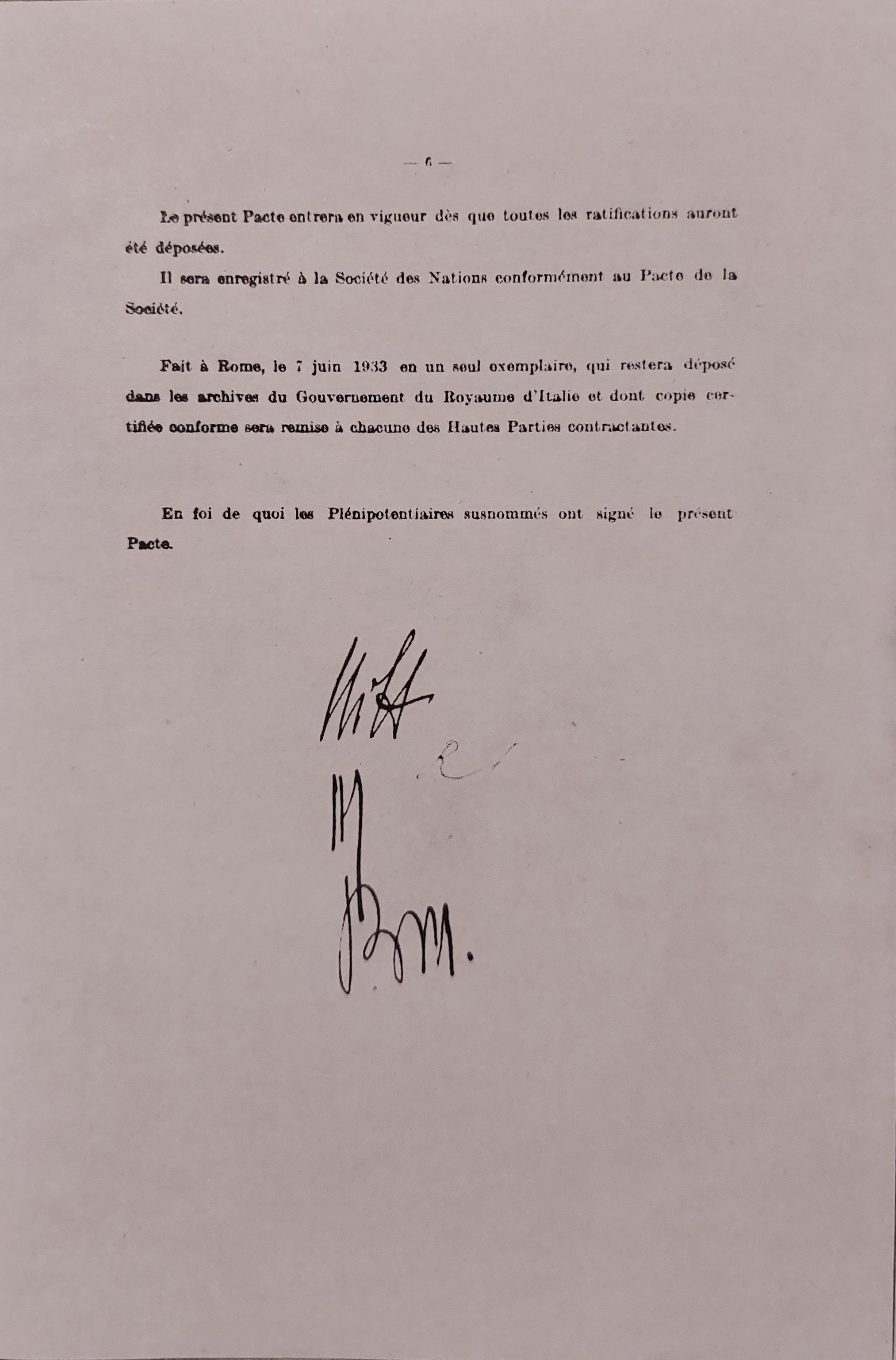
Iniciales del Pacto de las Cuatro Potencias, de Il patto Mussolini de Francesco Salata

El Pacto de las Cuatro Potencias, también conocido como Acuerdo Cuatripartito, fue un tratado internacional entre Gran Bretaña, Francia, Italia y Alemania que fue rubricado el 7 de junio de 1933 y firmado el 15 de julio de 1933 en el Palazzo Venezia, Roma. Sin embargo, el pacto no fue ratificado por el Parlamento francés.

## Contexto histórico
El creador y principal impulsor del pacto fue Benito Mussolini,quien completó su manuscrito original durante una de sus cortas estancias en la Rocca delle Caminate, en marzo de 1933.En estos momentos se atravesaban los años más duros de la Gran Depresión y se vivió el ascenso de los nazis al poder. Mussolini propuso la creación del Pacto de las Cuatro Potencias el 19 de marzo de 1933 como una herramienta para garantizar la seguridad internacional. Según el plan, las naciones más pequeñas tendrían menos voz en favor de la política de las grandes potencias. Finalmente, los representantes de Gran Bretaña, Francia, Alemania e Italia firmaron una versión más relajada de la propuesta inicial de Mussolini.
El principal motivo de Mussolini al proponer el pacto fue su deseo de estrechar las relaciones con Francia; y aunque su propósito pudo haber sido calmar los ánimos de la situación política europea, el pacto provocó todo lo contrario: reafirmó la adhesión de cada país a la Sociedad de Naciones, a los Tratados de Locarno y al Pacto Kellogg-Briand .

## Negociación, rubricación y firma.
En última instancia, el pacto fue apoyado por las cuatro grandes potencias, así como por otros estados. Ramsay MacDonald fue el primero en acudir a Italia para discutir el pacto. Francia finalmente aprobó el pacto y, en abril de 1933, Édouard Daladier y Joseph Paul-Boncour expresaron su apoyo a las negociaciones del pacto. Asimismo, el Gran Consejo del Fascismo dio su firme apoyo a la "acción del jefe del gobierno fascista". En abril de 1933, Roma fue informada de que Bélgica apoyaba la idea de Mussolini de un pacto entre las cuatro potencias, señalando únicamente que esperaba ser incluida en las discusiones cuando éstas tocaran los intereses de Bélgica, especialmente cuando se discutía sobre las colonias en África,recibiendo garantías de Italia a este respecto.Ese mismo mes, Franz von Papen elogió la "genial idea de Mussolini",mientras que Hitler, en su discurso del 17 de mayo, reiteró su apoyo y aprobación del pacto.

### El incidente de Pentecostés
Cuando se pensaba que las cuatro potencias habían llegado a un acuerdo, e incluso el Times del 31 de mayo daba por sentada la publicación del pacto para el día siguiente,resultó que Francia había accedido a las negociaciones sobre la base de una versión previa del tratado, diferente a las consideradas en aquel momento por el resto de países, por lo que hubo que empezar todo de nuevo.El embajador francés Henry de Jeuvenel, firme partidario del pacto de Mussolini, asumió la culpa y añadió que cualquier error debía haber ocurrido de buena fe debido a las comunicaciones por teléfono.

### Iniciales y firma
La diferencia entre los textos, y la raíz del desacuerdo, estaba ligada al artículo 3, que tenía que ver con la cuestión del desarme, que interesaba especialmente a Alemania. Después del incidente de Pentecostés, los franceses propusieron simplemente suprimirlo, idea que fue inmediatamente rechazada por las demás potencias. Finalmente, las cuatro grandes potencias acordaron una versión aparentemente más genérica del artículo, propuesta por los británicos, y cercana al borrador original de Mussolini.
A las cinco y media de la tarde, tras el consentimiento de Berlín, las cuatro potencias acordaron rubricar el pacto. Después, Mussolini se dirigió al Palacio Madama, donde pronunció ante el Senado su discurso sobre el pacto, cuya parte central había compuesto en los últimos días, retocándola hasta el último momento, tal vez incluso durante su viaje al Palacio Madama. Su discurso fue elogiado calurosamente,y Salata lo calificó como el discurso más grande jamás pronunciado por cualquier jefe de Estado o ministro italiano, y la mejor interpretación de los "sentimientos y el propósito de la vida de los demás y de la universalidad". Después del discurso de Mussolini en el Senado, el pacto fue rubricado en el Palazzo Venezia a las siete y media de la tarde de ese mismo día.
El pacto se firmaría finalmente el 15 de julio en el mismo palacio. En el protocolo de las siglas se acordó que, cualquiera que fuera el día de la firma, el pacto llevaría la fecha del 7 de junio de 1933, acto expreso de la voluntad de los gobiernos.

## Resultado
El documento firmado guardaba poco parecido con la propuesta inicial. En la práctica, el Pacto de las Cuatro Potencias demostró tener poca importancia en los asuntos internacionales, pero fue uno de los factores que contribuyeron al Pacto de No Agresión germano-polaco de 1934.
Se ha argumentado que el Pacto de las Cuatro Potencias podría haber salvaguardado el equilibrio de poder europeo con la esperanza de equilibrar la paz y la seguridad en Europa. Sin embargo, esto se vio truncado por la Gran Depresión y el ascenso de Hitler al poder. La dependencia de Polonia frente a Francia se había debilitado y surgieron actitudes diferentes respecto al pacto entre Polonia y Checoslovaquia. En definitiva, el pacto de las Cuatro Potencias tuvo un impacto negativo sobre los aliados de Francia en Europa Central y Oriental.

## Papel de Hitler
El ascenso de Adolf Hitler al poder fue una de las razones para proponer acuerdos de poder alternativos. Sin embargo, lo que había comenzado como una alternativa a la Sociedad de Naciones terminó siendo una reafirmación de la afiliación a ésta.
El Pacto tuvo un gran impacto en el derecho moderno.[cita requerida]. Durante seis años, Gran Bretaña llevó a cabo varios intentos en vano de hacerlo funcionar, No obstante, el fracaso del Pacto de las Cuatro Potencias sirvió como advertencia de la continua retirada de Alemania de las relaciones diplomáticas con Francia y Gran Bretaña en el período previo a la Segunda Guerra Mundial.[cita requerida]

## Literatura
- Francesco Salata (1933) <i>Il patto Mussolini</i>, Milán: Mondadori.

## enlaces externos
- Liga de Naciones en 1933 Archivado el 2 de abril de 2020 en Wayback Machine.

- Datos: Q327858
- Multimedia: Four-Power Pact / Q327858